# RS dels Llebrers
RS dels Llebrers (RS Canum Venaticorum) és un estel variable a la constel·lació dels Llebrers. És l'arquetip d'una classe de variables amb cromosferes actives que duen el seu nom, les variables RS Canum Venaticorum.

## Característiques
De magnitud aparent mitjana és +8,22, RS dels Llebrers està situada a 460 anys llum del sistema solar. És una estrela binària composta per una subgegant de tipus espectral F6IV i una altra estrella subgegant de tipus G8IV. La primera d'elles té una temperatura efectiva de 6.700 K i la seva massa és un 41% major que la del Sol. El seu radi és entre un 88% i un 99% més gran que el radi solar —diversos estudis donen xifres una mica diferents— i gira sobre si mateixa amb una velocitat de rotació d'almenys 12 km/s. És 6,6 vegades més lluminosa que el Sol.
La subgegant de tipus G té una temperatura inferior —al voltant dels 5.000 K— i una massa un 44% major que la massa solar. És, no obstant això, l'estel més lluminós del sistema, un 44% més que la seva calenta companya. Unes 4 vegades més gran que el Sol, rota a una velocitat igual o superior a 35 km/s. Les dues components de RS dels Llebrers estan molt properes entre si, sent el seu període orbital de 4,7978 dies.

## Variabilitat
La variabilitat d'RS dels Llebrers va ser descoberta per Ceraski el 1914. La seva lluentor varia entre magnitud +7,93 i +9,14 a causa de l'existència de grans taques estel·lars de menor temperatura que la resta de la superfície i que giren amb un període similar al període orbital del sistema. És a més una binària eclipsant, ja identificada com a tal per Cuno Hoffmeister a principis del segle xx, doncs el pla orbital està inclinat uns 86º respecte al pla del cel. És un estel molt brillant a la regió de rajos X de l'espectre electromagnètic; la seva lluminositat en aquesta regió aconsegueix els 292×1022 W. Així mateix, és brillant i activa com a radiofont.